# ونشید
وَنِشید یا ونوشه روستایی است از توابع بخش یانه‌سر شهرستان بهشهر در استان مازندران ایران.

## جمعیت
این روستا در دهستان عشرستاق قرار دارد و براساس سرشماری مرکز آمار ایران در سال ۱۳۸۵، جمعیت آن ۹۲ نفر (۳۲خانوار) بوده‌است. مردم ونشید از قومیت طبری هستند. مردم ونشید به زبان طبری (مازندرانی) سخن می‌گویند.